# Chumar
La Chumar (caractères chinois : 楚玛尔河) ou Qumar He (en français rivière aux eaux rouges)  est une rivière qui coule sur le plateau tibétain à haute altitude dans la province chinoise du Qinghai au sud-ouest de ce pays. C'est un affluent du cours supérieur fleuve Yangzi Jiang qui est appelé Jinsha. La rivière est longue de 527 kilomètres et son bassin versant a une superficie de 20 724 km2. Le débit de la rivière est de 18 m3/s.

## Description
La Chumar est un des trois cours d'eau qui donnent naissance au fleuve chinois Yangzi Jiang baptisé Jinsha sur cette partie de son cours supérieur. Ces trois rivières circulent à haute altitude (entre 4 000 et 5 000 mètres) sur le plateau tibétain dans la province chinoise du Qinghai située au sud-ouest du pays. La rivière coule sur un terrain relativement plat sillonné de petits cours d'eau, parsemé de lacs et entouré de sommets arrondis. Le sol, couvert de neige en hiver, se transforme en prairie à la belle saison. La présence d'une épaisse couche de pergélisol (la température moyenne annuelle est inférieure à 0 °C) ne lui a pas permis de creuser un lit et la rivière, peu profonde, s'étale largement dans un paysage désolé et inhabité, balayé par des vents violents et dépourvu de toute végétation arbustive. Toute cette partie du plateau tibétain faiblement arrosé (moins de 250 mm de précipitations annuelles) est occupée par une steppe pratiquement déserte. La Chumar, qui prend sa source au pied du mont Hoh Xil, est alimentée par la fonte des neiges en provenance des monts Kunlun. Elle traverse le lac Dorge Co. Son bassin versant, caractérisé par la rareté de la végétation, est couverte de dunes de sable. Le long du cours d'eau l'érosion intense donne une couleur rouge aux eaux. La rivière se jette dans le Tuotuo qui est considérée comme la source du fleuve par les autorités chinoises. 
La région des sources fait partie de la division administrative de niveau bourg de Tanggulashan (Préfecture autonome mongole et tibétaine de Haixi) qui occupe une superficie de 47 540 km2 mais compte seulement 1 300 habitants (densité : 0,03 habitant/km2). Ceux-ci sont concentrés dans une dizaine de hameaux situés le long des deux axes de transport qui relient Golmud à Lhassa et qui ont été construits côte à côte : la Route nationale 109 et la ligne ferroviaire Qing-Zang. Cette dernière franchit le lit de la rivière sur un pont long de 2 565 mètres. Les habitants vivent de l'élevage de troupeaux de moutons. Une grande partie de la région des sources fait partie de la réserve naturelle des Sources des trois rivières (Sanjiangyuan) qui protège notamment les abords du mont Geladaindong et une grande partie du cours du Dangqu .